# Nazionale femminile di pallamano di Cuba
La nazionale di pallamano femminile di Cuba rappresenta Cuba nelle competizioni internazionali della pallamano e la sua attività è gestita dalla Federación Cubana de Balonmano. La rappresentativa vanta due secondi e un terzo posto ai campionati continentali.

## Palmarès

### Campionati panamericani
- 1999, 2015
- 2011

### Giochi panamericani
- 1987: 4º posto
- 1995: 4º posto
- 1999:  3º posto
- 2007:  2º posto
- 2015: 5º posto